# Dendrophthora fendleriana
Dendrophthora fendleriana är en sandelträdsväxtart som först beskrevs av August Wilhelm Eichler, och fick sitt nu gällande namn av J. Kuijt. Dendrophthora fendleriana ingår i släktet Dendrophthora och familjen sandelträdsväxter. Inga underarter finns listade i Catalogue of Life.